# Výšovice
Výšovice település Csehországban, a Prostějovi járásban. Výšovice Skalka, Vranovice-Kelčice, Pivín, Určice, Vřesovice, Dětkovice, Čehovice, Čelčice, Prostějov és Bedihošť településekkel határos. Lakosainak száma 589 fő (2024. január 1.).

## Népesség
A település lakosságának változását az alábbi diagram mutatja:
| Lakosok száma | 516  | 607  | 702  | 621  | 530  | 463  | 486  | 486  | 503  | 589  |
|               | 1869 | 1900 | 1921 | 1961 | 1980 | 2011 | 2016 | 2019 | 2021 | 2024 |